# Kawagama Lake
Kawagama Lake är en sjö i Kanada.   Den ligger i countyt Haliburton County och provinsen Ontario, i den sydöstra delen av landet, 240 km väster om huvudstaden Ottawa. Kawagama Lake ligger 353 meter över havet. Arean är 32 kvadratkilometer. Den sträcker sig 9,5 kilometer i nord-sydlig riktning, och 13,5 kilometer i öst-västlig riktning.
I omgivningarna runt Kawagama Lake växer i huvudsak blandskog. Trakten runt Kawagama Lake är nära nog obefolkad, med mindre än två invånare per kvadratkilometer.